# 王妃X
プランセスX（Princess X）は、コンスタンティン・ブランクーシによる抽象的彫刻作品。日本語圏では（やや不正確だが）慣習的に王妃Xと呼び習わされている。1920年の第31回アンデパンダン展に出品されたが、作品の造形が猥褻と評され、スキャンダルに発展した。

## 作品とモデル

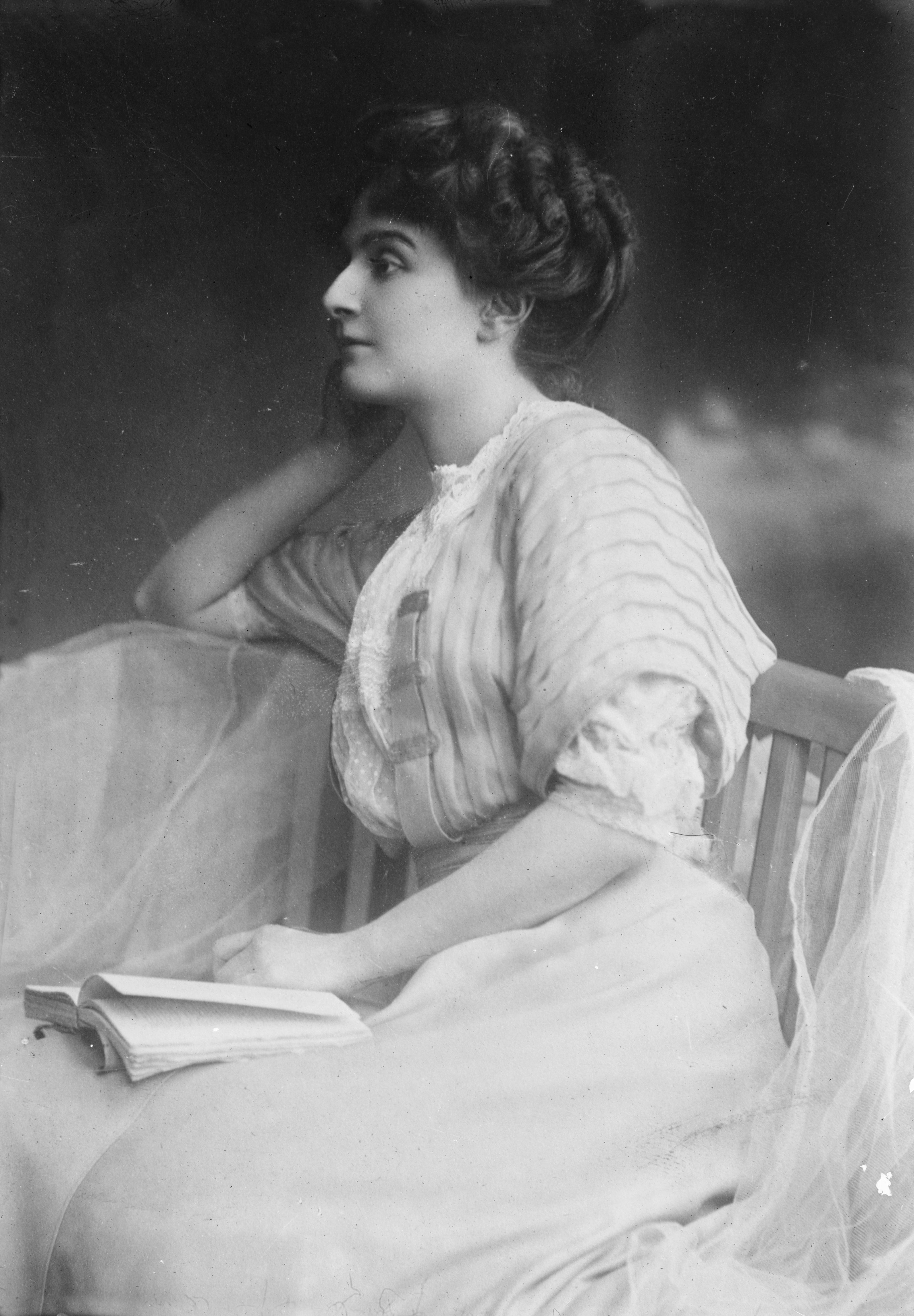
マリー・ボナパルト

2つのヴァージョンが1915年から1916年にかけて制作され、最初に制作された大理石製の1点はネブラスカ大学リンカーン校内シェルドン美術館所蔵、石灰岩台座が付いているブロンズ作品は2点（第1・第2ヴァージョン）で、それぞれフィラデルフィア美術館及びフランス国立近代美術館所蔵である。1つのテーマを連作することの多かったブランクーシだが、この作品に関しては連作が2点にとどまっており、その原因は1920年に起きたスキャンダルだと考えられる。
大理石像は、もともと『鏡をのぞき込む女』（1909年）という別作品を彫り直したものである。このため『鏡をのぞき込む女』はブランクーシ自身の撮影した2枚の作品写真でしか知られていない。女性の胸像として制作され、胸部と長い首、前かがみになった頭部がひとつながりの局面となり、左手が添えられ、後頭部には髪の毛を暗示する横線が数本刻まれている。
ブロンズ像の第1ヴァージョンには『ボナパルト王女』のタイトルが付けられており、ボナパルト家の公女として生まれ、ギリシャ王子ヨルギオス（ジョルジュ）の妻としてもギリシャ王女及びデンマーク王女（プランセス）の称号を保有していた、フランスの女性資産家・精神分析学者マリー・ボナパルトをモデルとするものと言ってよい。ボナパルトはジークムント・フロイトの弟子そして晩年の経済的庇護者であり、フロイトの性理論を女性のセクシュアリティに忠実に適用しようとしたフロイト主義者であった。ブランクーシは1920年、ブロンズ像第2ヴァージョンを磨きブロンズで完成させ、これ以降この作品を『王妃X』と称するようになった。この最終的なタイトルの選定には、メダルド・ロッソの『マダムX』（1896年）が影響していると考えられる。
作品の制作期間中、ブランクーシはモデルであるボナパルトのセクシュアリティに関する精神分析理論や、ボナパルトの曾祖叔母ポーリーヌ・ボナパルトをモデルとしたアントニオ・カノーヴァの半裸体彫刻『勝利するヴィーナス』の官能性を意識した可能性が指摘されている。
ブランクーシはこの作品を通して、女性特有の欲望や虚栄心を表現しようと考えた。彼はモデルであるボナパルトの虚栄心の強さを軽蔑しており、彼女は常に手鏡を持っていて食事の時ですら自分をうっとり眺めていた、と述べている。このため作品は長く伸びた上部の卵形の首が対象物をのぞき込むような姿勢を取っている。下部の2つの卵形はボナパルトが自慢していた「美しい乳房」を表現している。ブランクーシはモデルが「永遠に自分自身を眺められるようにした」と説明した。

## スキャンダルと余波

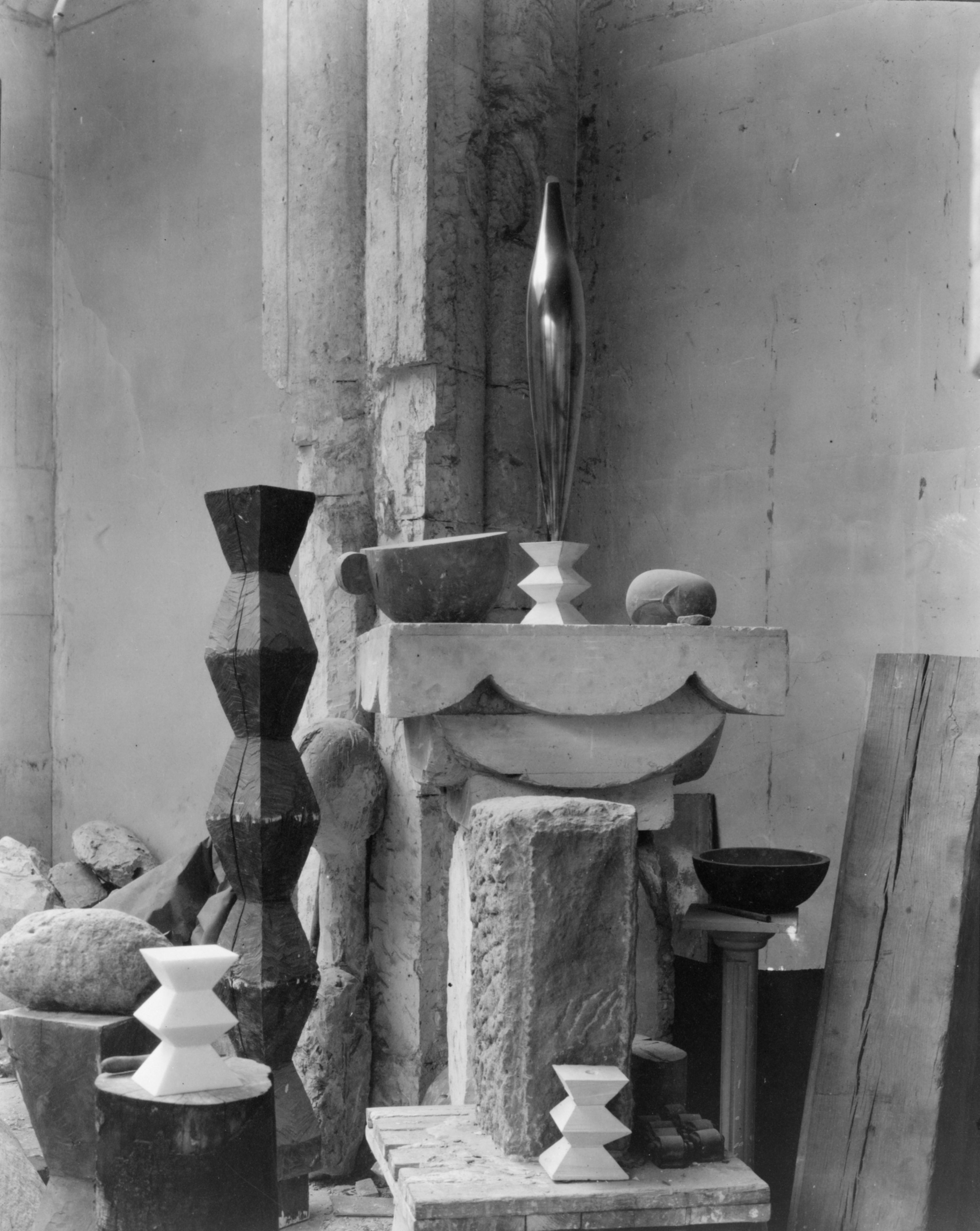
ブランクーシのアトリエ、エドワード・スタイケン撮影、1920年

1920年の第31回アンデパンダン展に出品された際、『王妃X』はブランクーシの制作意図とは裏腹に、公序良俗に反する猥褻なファルス（男根オブジェ）であると見なされた。一説には、会場準備の作品設置中にアンリ・マティス、あるいはパブロ・ピカソがこの作品を見て「見事な男根だ」と評したことが、この作品に対するポルノグラフィックな解釈のきっかけを作ったとされる。
アンデパンダン展会長を務めていたポール・シニャックは、『王妃X』が展覧会の権威を失墜させることを恐れ、パリ警視庁に通報して、開会日の朝に予定されていた文化大臣の公式観覧直前に作品を撤去させた。フェルナン・レジェやブレーズ・サンドラールがシニャックの独断専行に抗議したことで、開会日の数日後には再展示された。しかしブランクーシはこの仕打ちに傷つき憤慨し、支持者から出展維持の声が上がったにもかかわらず、抗議の意思を込めて作品を撤去してしまった。この事件がきっかけとなり、ブランクーシは1926年までの6年間、パリでの作品展示を拒絶した。そして『王妃X』の強い抽象性を認めつつ、フォルムから男根を連想する解釈を否定し、あくまで女性像であることを主張し続けた。しかし現在の批評家の解釈においても、この作品の構成・形状が示す男根のオブジェとしての性質は否定しがたいものと見なされている。
このスキャンダルの余波は大きく、フランスでは当時まだ無名だったブランクーシに関する記事が、20以上の新聞や雑誌に取り上げられた。また自由で民主的であることを掲げるアンデパンダン展が、出展者の作品を撤去したという事実に対する芸術家たちの義憤の声も挙がり、1920年2月25日付の新聞『ジュルナル・デ・プープル』紙上に70名以上の芸術家・芸術関係者が署名をした「芸術の独立のために」と題した記事が掲載された。署名した者の中にはブランクーシと友人関係にあったフランシス・ピカビア、アンリ＝ピエール・ロシェ、エリック・サティだけでなく、ブランクーシと不仲だったパブロ・ピカソやジャック・リプシッツもおり、撤去事件は表現や展示の自由という芸術全般に関わることだと認識されていたことが分かる。美術史家パリゴリスによると、多くの美術関係者が、設立当時は反権力であったアンデパンダン展が、体制やブルジョワと結託し保守化したことを嘆いたという。

## 造形をめぐる議論

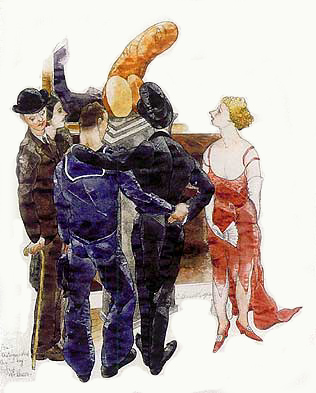
チャールズ・デムス『独特な空気』、1930年

『王妃X』の造形に関しては、撤去事件発生時から論争の的となった。警察による強制撤去に遭った猥褻な作品というレッテルの影響が強く、プリミティヴィズム全盛期でもあったことから、「異教の多産のシンボル」である男根をかたどったものだと見なして批判する意見が多かった。一方でブランクーシ本人の主張を擁護し、あくまで女性像を造形したとする彼の創作意図の純粋性を強調し、観客たちが無知と卑猥な想像力によって『王妃X』を男根と誤認したと非難する批評家もいた。
『王妃X』が女性像だったか男根像だったかという議論は、現代も続けられている。P・ウルテンは1986年のブランクーシに関する伝記的モノグラフの中で、ブランクーシの書簡の下書きを引用しつつ、ブランクーシが女性像以外の何ものも意図していなかったと主張し、猥褻なイメージや男根と両義性の可能性を、周囲が押し付けたと論証しようとした。一方、A・チェイヴはブランクーシを高く評価する人々が、「年老いた田舎者のルーマニア人」であるブランクーシを「純粋無垢で実直」な人物とみなし、そのような人物が猥褻で不純な作品を創作するはずがないという先入観を、擁護者たちに植え付けたと指摘した。チェイヴはさらに、ブランクーシの複数の作品の形態や主題に性的両義性が見られることを検証し、彼が『王妃X』にも他作品と同様に、女性像と男性器像の性的両義性を持たせたと主張した。パリゴリスもまた、ブランクーシとダダイスムとの親近性に着目して『王妃X』にはダダイストに影響された性的両義性があったこと、造形には19世紀末以降にパリの上流階級でオリエンタルなエロティシズムが流行していたことが関係していることなどを指摘した。
『王妃X』に定着した男根のイメージは、第一次世界大戦後に欧州都市部で可視化され始めた同性愛文化にも強い印象を与えた。1920年代にパリで活動していた米国人出版業者ロバート・マックアーモンは1925年、同時代のベルリンのゲイ・カルチャーを描いた短編小説集『独特な空気（Distinguished Air）』を発表した。この中にはブランクーシの『王妃X』出品にまつわる騒動と観衆の反応を描いた1篇があった。1930年、やはりパリで活動した米国人画家チャールズ・デムスは、この短編を基にした同名の水彩画『独特な空気（Distinguished Air）』を描いた。画中の『王妃X』はより男根と睾丸に似たフォルムを強調されて描かれ、後ろ姿になっている2人組の男性のうち1人はセーラー服を着た水夫で、男性2人組がゲイのカップルであることを示している。その隣に立つ米国人夫婦のうちの夫の方は「独特な空気」に染まり、妻よりも水夫に性的に惹かれていることを隠そうとしない。